# Lori blau
El lori blau o cotorra blava (Vini peruviana) és una espècie d'ocell de la família dels psitàcids propi de Polinèsia.

## Descripció
- Fa 18 cm de llarg amb una cua curta arrodonida.
- Plomatge de color blau fosc sobre el que ressalta una zona blanca sobre la part superior del pit la gola i la cara.
- Plomes erèctils a la part superior del cap mostrant vistoses ratlles blaves.
- Bec i potes taronja i iris groc-marró.
- Sense dimorfisme sexual.[2]

## Hàbitat i distribució
Habita zones de cocoters i altres zones de bosc, a més de terres de conreu, a les illes de la Societat, als atolons septentrionals de les Tuamotu i en Aitutaki, a les illes Cook. Extinta de moltes de les illes de la Societat, incloent Tahití.